# Egino (Abt)
Egino oder Egon (* um 1065 vermutlich in Augsburg; † 15. Juli 1120 in Pisa) war Mönch und später ein bedeutender Reformabt (1109–1120) am Benediktinerkloster St. Ulrich und Afra in Augsburg.
Egino ist althochdeutsch und bedeutet „Schwert“ und „Kämpfer“.

## Leben
In jungen Jahren zu den Benediktinermönchen von St. Ulrich und Afra gegeben, wurde er dort erzogen und trat 1080 als Mönch in das Kloster ein. 
Weil er im Investiturstreit (1075–1122), der auch sein Kloster erfasst hatte, für den Papst und gegen seinen Bischof Partei ergriffen hatte, musste er 1098 Augsburg verlassen. Er trat in das Schwarzwaldkloster St. Blasien ein, wo er seine Ausbildung vervollkommnete und in die Dienste des Konstanzer Bischofs Gebhard III. (1084–1110) trat. Nachdem Letzterer an seinen Bischofssitz zurückkehren konnte (1105), zog sich Egino in ein Kloster zurück. Dieses Kloster, das die Egino-„Biografie“ des Mönchs und späteren Abtes Udalschalk namentlich nicht nennt, wird mit St. Georgen identifiziert auf Grund des in der Vita Theogeri, der Lebensbeschreibung des St. Georgener Abtes Theoger, erwähnten Augsburger Abtes (eben Egino), der mit Hilfe Theogers (1088–1119) das Klosterleben in St. Afra reformierte. Dies soll im Jahr 1109, also bei der Einsetzung Eginos als Abt, geschehen sein, doch wird in der historischen Forschung auch das Jahr 1113 diskutiert, als sich Egino nachweislich (im Gefolge Theogers?) bei der zweiten Weihe der Klosterkirche in St. Peter auf dem Schwarzwald befand.
1106 kehrte Egino nach Augsburg zurück, wo er schließlich 1109 zum Abt von St. (Ulrich und) Afra gewählt wurde.
Egino sorgte als Abt für Wiederherstellung der Klosterzucht in St. Ulrich und Afra, hatte aber immer wieder Streitigkeiten mit dem Augsburger Bischof Hermann von Vohburg (1096–1133) zu bestehen. Letzterer stand im Investiturstreit meistens auf der Seite des Königs. 1118 oder 1120 wurde Egino aus seinem Kloster vertrieben. Er reiste deshalb zu Beratungen mit Papst Kalixt II. nach Rom und starb am 15. Juli 1120 auf der Rückreise in Pisa im Kamaldulenser-Kloster St. Michele, wo sein Grab noch erhalten ist.
Über Egino berichtet dessen Nachfolger Udalschalk (1127 – nach 1151) in seiner Schrift „Über Egino und Hermann“ (De Egino et Herimanno) ausführlich.
Egino wird dargestellt in Mönchskleidung, wie er den Teufel in die Flucht jagt.
Der Namenstag für Egino bzw. Egon ist der 15. Juli.